# Slimonia acuminata
Slimonia acuminata — вид ракоскорпіонів, що існував у силурійському періоді, 430 млн років тому. Скам'янілі відбитки виду виявлені в Англії в графстві Герефордшир та у Шотландії у графстві Ланаркшир поблизу селища Лесмахаго. Сягав завдовжки 1,5 м..
Згідно з дослідженням учених Університету Альберти на кінці тельсона (анальної лопаті) Slimonia acuminata знаходився довгий шип. При цьому, судячи по положенню хвоста на скам'янілому відбитку, ракоскорпіон міг легко рухати ним в горизонтальній площині, згинаючи кінець тіла вперед. Хвіст ракоскорпіона ні був сплюснутий, так що він не міг використовуватися як весла при пересуванні. Натомість представники S. acuminata, мабуть, задіяли його при полюванні: затиснувши жертву передніми кінцівками, вони протикали її шипом, завдаючи бічний удар.